# Muzicant

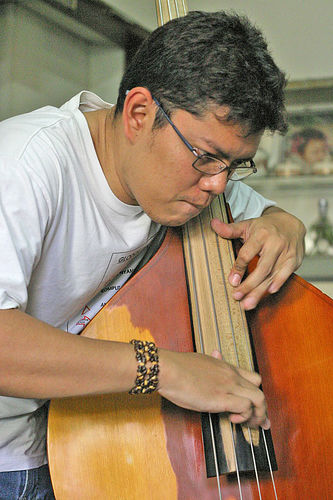
Muzicant

Muzicantul, numit și instrumentist, este o persoană cu aptitudini muzicale, care se ocupă, cunoaște și cântă la un instrument muzical ca profesionist.